# Turnu
Turnu (Hongaars: Tornya) is een plaats in Roemenië, in het district Arad in de gemeente Pecica.
Turnu heeft drie kerken, voor de Roemenen, Serviërs en de Hongaren.
In het jaar 1910 had de plaats ruim 2500 inwoners, in 2011 waren dat er nog 1180.
In 1910 was de meerderheid van de bevolking Hongaars (1.485 hongaren, 666 roemenen en 355 serviërs).
In 2011 was de verdeling: 826 Roemenen, 229 Hongaren en 35 Serviërs.
De plaats was tot 1920 deel van het Hongaarse comitaat Csanád, daarna werd het onderdeel van Roemenië en overgeheveld naar het district Arad.